# Lijst van gemeentelijke monumenten in Glimmen
De plaats Glimmen kent 18 gemeentelijke monumenten:
| Object                                                                                        | Bouwjaar | Architect                          | Locatie             | Coördinaten                  | Nr.           | Afbeelding                                       |
| --------------------------------------------------------------------------------------------- | --- | ---------------------------------- | ------------------- | ---------------------------- | ------------- | ------------------------------------------------ |
| Woonhuis                                                                                      | circa 1926, verbouwd: aanbouw serre |                                    | Hoge Hereweg 10     | 53° 8' 42" NB, 6° 37' 49" OL | 0017/wikinr1  | Meer afbeeldingen                                |
| Lantaarnpaal                                                                                  | 1910 |                                    | Meentweg 14-16      | 53° 8' 10" NB, 6° 37' 33" OL | 0017/wikinr2  | Meer afbeeldingen                                |
| Tot en met schooljaar 2012/2013 Christelijke Basisschool De Marke, wordt brede school Quintus | 1932, verbouwd: circa 1960 extra lokaal en gymzaal (rechterzijde) en achterzijde kleuterschool                                                                     | dhr. H.Sijtsma te Zuidhorn         | Nieuwe Schoolweg 6  | 53° 8' 33" NB, 6° 37' 44" OL | 0017/wikinr3  | Meer afbeeldingen                                |
| Brug over de Drentse A, in de volksmond Klapbrug                                              | Verbouwd: 90'er jaren; plaatbrug grotendeels vervangen |                                    | Oosterbroekweg      | 53° 8' 42" NB, 6° 37' 21" OL | 0017/wikinr4  | Brug over de Drentse A, in de volksmond Klapbrug |
| Openbare Basisschool Quintus                                                                  | 1900, verbouwd: 1933 achterzijde nieuw lokaal en nieuwe entree |                                    | Oude Schoolweg 2    | 53° 8' 6" NB, 6° 37' 48" OL  | 0017/wikinr5  | Meer afbeeldingen                                |
| Woonhuis 't Oude Hof                                                                          | 1919 |                                    | Oude Steeg 1        | 53° 8' 15" NB, 6° 37' 39" OL | 0017/wikinr6  | Meer afbeeldingen                                |
| Woning (linkerged.) en schuur (rechter ged.)                                                  | 1921 |                                    | Parallelweg 65      | 53° 8' 7" NB, 6° 37' 55" OL  | 0017/wikinr7  | Meer afbeeldingen                                |
| Woonhuis Zonnelust                                                                            | circa 1926, verbouwd: 2001 (rechter zijvleugel) |                                    | Rijksstraatweg 1    | 53° 8' 59" NB, 6° 37' 24" OL | 0017/wikinr8  | Meer afbeeldingen                                |
| Woonhuis en schuur Haaksbergen                                                                | 1849 |                                    | Rijksstraatweg 12   | 53° 8' 47" NB, 6° 37' 30" OL | 0017/wikinr9  | Meer afbeeldingen                                |
| Woonhuis Kooykamp                                                                             | 1894 (in de gevel), verbouwd: raamwerk begane grond gewijzigd |                                    | Rijksstraatweg 15   | 53° 8' 45" NB, 6° 37' 27" OL | 0017/wikinr10 | Meer afbeeldingen                                |
| Woonhuis Quintushoeve                                                                         | 1880 |                                    | Rijksstraatweg 19   | 53° 8' 36" NB, 6° 37' 19" OL | 0017/wikinr11 | Meer afbeeldingen                                |
| Woonhuis, kantoor, fietsenschuur, magazijnen                                                  | circa 1927, verbouwd: 1997 winkel verbouwd tot woonkamer; 1999 entree intern gewijzigd; 2000 intern een nieuw kantoor gemaakt aan de rechter zijkant van de woning |                                    | Rijksstraatweg 6264 | 53° 8' 25" NB, 6° 37' 38" OL | 0017/wikinr12 | Upload foto                                      |
| Woonhuis                                                                                      | 1873 |                                    | Rijksstraatweg 63   | 53° 8' 14" NB, 6° 37' 43" OL | 0017/wikinr13 | Upload foto                                      |
| Woonhuis                                                                                      | circa 1900 |                                    | Rijksstraatweg 124  | 53° 8' 7" NB, 6° 37' 47" OL  | 0017/wikinr14 | Upload foto                                      |
| Woonhuis en schuur                                                                            | circa 1840 |                                    | Rijksstraatweg 126  | 53° 7' 59" NB, 6° 37' 43" OL | 0017/wikinr15 | Woonhuis en schuur                               |
| Woonhuis en schuur Weerdenbras                                                                | 1877 |                                    | Rijksstraatweg 136  | 53° 7' 49" NB, 6° 37' 22" OL | 0017/wikinr16 | Upload foto                                      |
| Woonhuis en schuur Huize de Groninger Punt                                                    | voor 1800 |                                    | Rijksstraatweg 138  | 53° 7' 48" NB, 6° 37' 16" OL | 0017/wikinr17 | Woonhuis en schuur Huize de Groninger Punt       |
| Woonhuis                                                                                      | 1900, verbouwd: verbouwingen in 1970 en 1985 | Vermoedelijk plaatselijke aannemer | Zuidlaarderweg 39   | 53° 7' 48" NB, 6° 38' 20" OL | 0017/wikinr18 | Meer afbeeldingen                                |